# Список соборов Новгородской области
Список соборов Новгородской области.
Список включает как сохранившиеся, так и утраченные (в советское время) объекты. Приводятся наименование, дата возведения, фотография, местонахождение и современный статус/состояние.
Энциклопедическое название может отличаться от полного церковного. Источниками при этом служат государственные музейные и архивные документы. Список составлен в алфавитном порядке по названиям соборов, возможна сортировка.
Цветом выделены несуществующие сегодня объекты.

## Список
| Название                           | Год постройки     | Фотография | Местонахождение                                               | Современный статус/состояние                                                |
| ---------------------------------- | ----------------- | ---------- | ------------------------------------------------------------- | --------------------------------------------------------------------------- |
| Андреевский                        | 1806              |            | Грузино, Чудовский район                                      | разрушен во время ВОВ                                                       |
| Богоявленский                      |                   |            | Холм                                                          | разрушен в годы ВОВ                                                         |
| Богоявленский                      | 1806              |            | Перекомский монастырь, берег реки Веронды, Новгородский район | взорван и разобран в 1932 году                                              |
| Введенский                         | 1777              |            | Боровичи                                                      | снесён в 1932 году                                                          |
| Владимирский                       | 1548—1554         |            | Сырков монастырь, деревня Сырково                             | недействующий                                                               |
| Вознесенский                       |                   |            | Савво-Вишерский монастырь деревня Савино                      | Разобран в 1974 году, в настоящее время на его месте стоит часовня          |
| Воскресенский                      | 1764              |            | деревня Буреги, Старорусский район                            | полуразрушенное состояние                                                   |
| Воскресенский                      | 1170              |            | Деревяницкий монастырь, Деревяницы                            | недействующий                                                               |
| Воскресенский                      | 1692—1696         |            | Старая Русса                                                  | действующий                                                                 |
| Георгиевский                       | 1119              |            | Юрьев монастырь, Великий Новгород                             | действующий                                                                 |
| Екатерининский                     | 1777              |            | Крестцы                                                       | дом культуры                                                                |
| Знаменский                         | 1682              |            | Великий Новгород                                              | музейный объект                                                             |
| Иверский                           | 1656              |            | Валдайский Иверский монастырь, Валдай                         | действующий                                                                 |
| Ильинский                          | 1825              |            | Сольцы                                                        | действующий                                                                 |
| Кирилла и Афанасия Александрийских | 1196              |            | Мало-Кириллов монастырь Великий Новгород                      | разрушен в годы ВОВ, руины разобраны на кирпич                              |
| Крестовоздвиженский                | 1810              |            | Юрьев монастырь, Великий Новгород                             | действующий                                                                 |
| Михаила Архангела                  | 1355              |            | Сковородский монастырь, окрестности Великого Новгорода        | разрушен в годы ВОВ                                                         |
| Николо-Дворищенский                | 1113              |            | Ярославово Дворище, Великий Новгород                          | музейный объект                                                             |
| Никольский                         | 1681—1683         |            | Николо-Вяжищский монастырь, деревня Вяжищи                    | действующий                                                                 |
| Покровский                         | конец XIX в.      |            | Зверин-Покровский монастырь, Великий Новгород                 | действующий                                                                 |
| Рождества Богородицы               | 1117              |            | Антониев монастырь, Великий Новгород                          | музейный объект                                                             |
| Рождества Богородицы               |                   |            | Десятинный монастырь, Великий Новгород                        | сильно пострадал в годы ВОВ, разрушен в послевоенное время                  |
| Спасо-Преображенский               | XV век            |            | Спасо-Преображенский монастырь, Старая Русса                  | с 1967 года — археологическая экспозиция Старорусского краеведческого музея |
| Спасо-Преображенский               | 1515              |            | Хутынский монастырь, деревня Хутынь                           | действующий                                                                 |
| Спасский                           | 1823              |            | Юрьев монастырь, Великий Новгород                             | действующий                                                                 |
| Софийский                          | 1045—1050         |            | Детинец, Великий Новгород                                     | действующий кафедральный собор                                              |
| Троицкий                           | 1835              |            | Боровичи                                                      | городской Дом культуры                                                      |
| Троицкий                           | 1694              |            | Валдай                                                        | действующий                                                                 |
| Троицкий                           | 1569              |            | Клопский монастырь, Новгородский район                        | действующий                                                                 |
| Троицкий                           | 1841              |            | д. Менюша, Шимский район                                      |                                                                             |
| Троицкий                           | 1873              |            | Реконьская пустынь, Любытинский район                         | полуразрушенное состояние                                                   |
| Успенский                          | 1798              |            | Боровичи                                                      | действующий                                                                 |
| Успенский                          | начало XVIII века |            | Рдейский монастырь, Холмский район                            | полуразрушенное состояние                                                   |